# Schneehüenerstock
Der Schneehüenerstock, auch als Unghürstöckli bezeichnet, ist ein Berg in den Glarner Alpen mit einer Höhe von 2773 m ü. M.

## Geografie
Der Gipfel liegt nordwestlich vom Oberalppass. Auf dem Grat verläuft die Grenze der beiden politischen Gemeinden Gurtnellen und Andermatt.

## Erschliessung

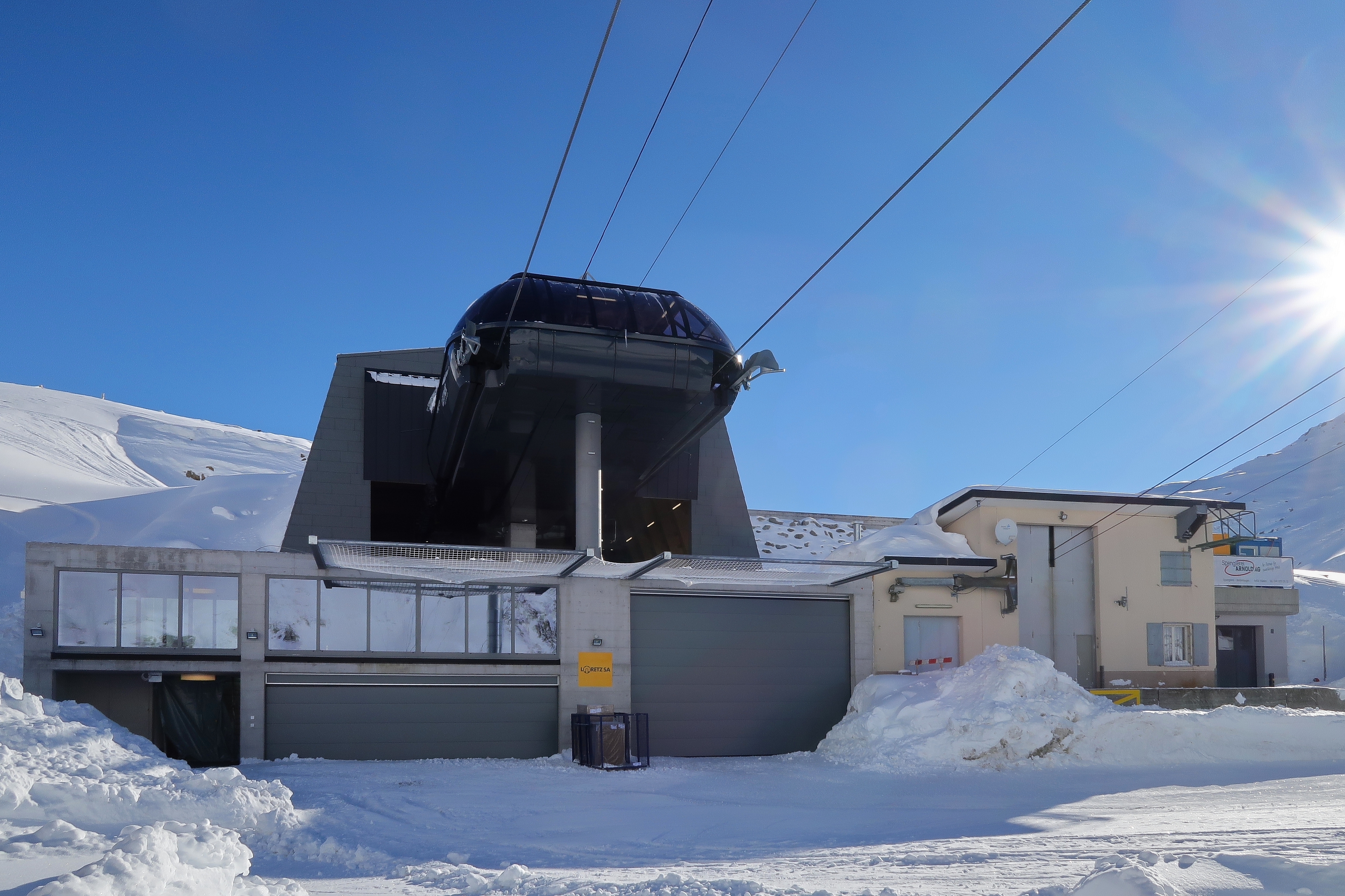
Talstationen (2018)

Auf dem Berg stehen heute Antennenanlagen. Von der Hauptstrasse 19 am Oberalppass führt eine nichtöffentliche Seilbahn auf den Schneehüenerstock, seit Dezember 2018 auch eine öffentliche Gondelbahn der SkiArena Andermatt-Sedrun.